# Olle Wästberg

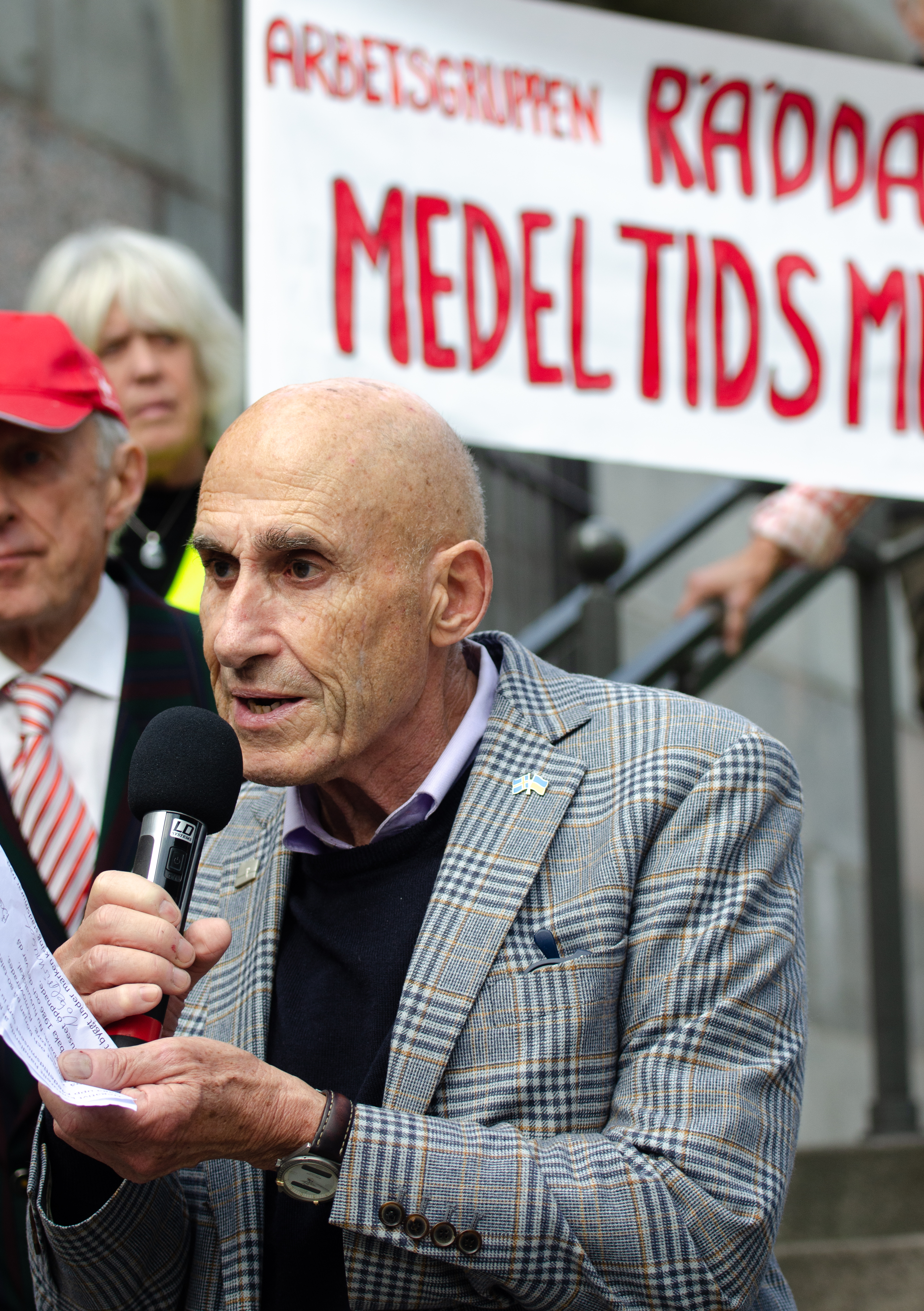
Olle Wästberg talar under demonstrationen den 27 september 2023 på Strömparterren i Stockholm om planerna, att stänga Medeltidsmuseet på obestämd tid och flytta det från sin nuvarande plats vid Stockholms medeltida stadsmurar. Det kom att bli Olle Wästbergs sista offentliga framträdande.

Olof Mattias (Olle) Wästberg, född 6 maj 1945 i Hedvig Eleonora församling, Stockholm, död 10 oktober 2023 på Södermalm i Stockholm, var en svensk politiker (folkpartist), publicist och diplomat. Han ledde 2014 års demokratiutredning.

## Publicistisk karriär
Wästberg arbetade 1973–1976 som ledarskribent på Expressen. Under åren 1993–1995 var han chefredaktör, men fick lämna tidningen efter en konflikt med ägarfamiljen Bonnier. Han var 1996–1999 styrelseordförande i Sveriges Radio.

## Politisk karriär
Olle Wästberg var vice ordförande i Sveriges Elevers Centralorganisation (SECO), idag Sveriges Elevkårer, och vice ordförande i Folkpartiets ungdomsförbund (FPU). Från 1972 till 2000 var han ledamot av Folkpartiets partistyrelse.
Wästberg var riksdagsledamot 1976–1982 och statssekreterare i finansdepartementet 1991–1993.
Han har representerat Folkpartiet/Liberalerna i en rad statliga utredningar, bland annat Insynsutredningen, Sydafrikautredningen, Röstvärdeskommittén, Kapitalmarknadsutredningen och public service-beredningen.
Som riksdagsledamot var Wästberg drivande i kritiken mot regeringen Thorbjörn Fälldin i samband med Telubaffären 1981. Avsikten var att ge 96 libyer en gymnasial yrkesutbildning i teleteknik. Efter att Wästberg visat att utbildningen kunnat användas i terrorsyften och att libyerna hade militär bakgrund, kom libyerna istället att utbildas i Tyskland.

## Diplomatisk och privat karriär
Wästberg var amanuens i statskunskap vid Stockholms universitet. Han arbetade på SNS (Studieförbundet Näringsliv och Samhälle) och 1976 blev han VD på Stiftelsen Aktiefrämjandet. Under åren 1983–1991 var han VD för Dagspressen Marknadsinformation AB.
Wästberg var generalkonsul i New York 1999-2004 och generaldirektör för Svenska institutet 2005-2010.

## Styrelseuppdrag
Wästberg var styrelseordförande i Stiftelsen Isaak Hirschs minne. Han var styrelseledamot i Sverige-Amerikastiftelsen, Raoul Wallenberg Academy och i fastighetsföretaget AB Industricentralen.
1996–1999 var Olle Wästberg styrelseordförande i Stockholms Stadsteater.
2010–2016 var han styrelseordförande i STINT (Stiftelsen för Internationalisering av högre utbildning och forskning).
2011–2013 var han regeringens samordnare för Raoul Wallenberg-året 2012. Under drygt ett halvår 2010–2011 var han ordförande i Stiftelsen Thielska galleriet. 

## Privatliv
Wästberg var son till publicisten Erik Wästberg och Greta Wästberg, född Hirsch, yngre bror till akademiledamoten Per Wästberg och farbror till författaren Johanna Ekström. Han var gift med Inger Claesson Wästberg och tillsammans fick de två barn.
Wästberg avled natten mot 10 oktober 2023 efter en kortare tids sjukdom. Han blev 78 år gammal.

## Utmärkelser
- 1981 – Svenska marknadsledargruppens guldmedalj
- 1995 – Liberala Ungdomsförbundets Ohlin-plakett
- 2003 – Man of the Year, The United Swedish Societies of New York
- 2013 – Konungens medalj, 12:e storleken, 2013
- 2013 – Karl Staaffs medalj i guld

## Övrigt
Wästberg utsågs till månadens stockholmare i mars 2005. 

## Böcker, i urval
- 1967 – Tillträde förbjudet (med Thomas Hammarberg)
- 1970 – Angola
- 1976 – Företagens sociala ansvar
- 1996 – Det tomma rummet : om politikens vanmakt
- 2003 – Sverige i New York (tillsammans med Inger Claesson Wästberg)
- 2004 – En smak av Sverige : recept för många gäster (tillsammans med Inger Claesson Wästberg)
- 2017 – Folkstyret i rädslans tid (med Daniel Lindvall)
- 2021 – Den hotade demokratin